# Željko Vidović
Željko Vidović (* 1975 in Livno) ist ein aus Bosnien und Herzegowina stammender Zeichner, Filmemacher, Autor, Schauspieler und Produzent.

## Leben
Željko Vidović lebt in Deutschland. Er begann 1998 ein Studium der Visuellen Kommunikation an der Hochschule für Gestaltung Offenbach am Main. Vidović hat seit 2005 mehrere Kurzfilme veröffentlicht. Das gemeinsam mit Astrid Rieger gestaltete Musikvideo Apple on a Tree wurde mehrfach ausgezeichnet. Sein Musikvideo Palimpsest gewann bei den Internationalen Kurzfilmtagen Oberhausen 2013 einen Preis als „bestes deutsches Musikvideo“.

## Filmografie
- 2005: Das schwarze Land
- 2006: Apple on a Tree
- 2012: Palimpsest

## Auszeichnungen (Auswahl)
für Apple on a Tree:
- Lobende Erwähnung der Jury im Deutschen Wettbewerb und Publikumspreis „für den abwegigsten Film“, interfilm Internationales Kurzfilmfestival Berlin 2006
- Publikumspreis und Förderpreis der Hauptjury, Internationales Videofestival Bochum 2006
- Publikumspreis und 3. Platz Clipaward, backup festival 2006
- Animago Award 2006 in der Kategorie Education / Compositing[1]
- Publikumspreis im Internationalen Wettbewerb, Vienna Independent Shorts 2007[2]

für Palimpsest:
- MuVi-Preis, Internationale Kurzfilmtage Oberhausen 2013[3]